# Olimpiai érmesek listája szabadfogású birkózásban
Ez a lap az olimpiai érmesek listája szabadfogású birkózásban 1904-től 2020-ig.

## Aktuális versenyszámok

### Férfiak

#### Légsúly
- -56,70 kg (1904)
- -54 kg (1908)
- -56 kg (1924–1936)
- -57 kg (1948–1996)
- -58 kg (2000)
- -55 kg (2004–2012)
- -57 kg (2016–)

| Olimpia                        | Arany                                                      | Ezüst                                         | Bronz                                             |
| 1904, St. Louis részletek      | Isidor Niflot · Egyesült Államok (USA)                     | August Wester · Egyesült Államok (USA)        | Louis Strebler · Egyesült Államok (USA)           |
| 1908, London részletek         | George Mehnert · Egyesült Államok (USA)                    | William Press · Nagy-Britannia (GBR)          | Aubert Cote · Kanada (CAN)                        |
| 1912–1920                      | Nem szerepelt az olimpiai programban                       | Nem szerepelt az olimpiai programban          | Nem szerepelt az olimpiai programban              |
| 1924, Párizs részletek         | Kustaa Pihlajamäki · Finnország (FIN)                      | Kaarlo Mäkinen · Finnország (FIN)             | Bryan Hines · Egyesült Államok (USA)              |
| 1928, Amszterdam részletek     | Kaarlo Mäkinen · Finnország (FIN)                          | Edmond Spapen · Belgium (BEL)                 | James Trifunov · Kanada (CAN)                     |
| 1932, Los Angeles részletek    | Robert Pearce · Egyesült Államok (USA)                     | Zombori Ödön · Magyarország (HUN)             | Aatos Jaskari · Finnország (FIN)                  |
| 1936, Berlin részletek         | Zombori Ödön · Magyarország (HUN)                          | Ross Flood · Egyesült Államok (USA)           | Johannes Herbert · Németország (GER)              |
| 1948, London részletek         | Nasuh Akar · Törökország (TUR)                             | Gerald Leeman · Egyesült Államok (USA)        | Charles Kouyos · Franciaország (FRA)              |
| 1952, Helsinki részletek       | Isii Sóhacsi · Japán (JPN)                                 | Rasid Mamedbekov · Szovjetunió (URS)          | Khasaba Dzshadav · India (IND)                    |
| 1956, Melbourne részletek      | Mustafa Dağıstanlı · Törökország (TUR)                     | Mohamed Mehdi Yaghoubi · Irán (IRI)           | Mihail Sahov · Szovjetunió (URS)                  |
| 1960, Róma részletek           | Terrence McCann · Egyesült Államok (USA)                   | Nezsdet Zalev · Bulgária (BUL)                | Tadeusz Trojanowski · Lengyelország (POL)         |
| 1964, Tokió részletek          | Uetake Jódzsiró · Japán (JPN)                              | Hüseyin Akbaş · Törökország (TUR)             | Aydın İbrahimov · Szovjetunió (URS)               |
| 1968, Mexikóváros részletek    | Uetake Jódzsiró · Japán (JPN)                              | Donald Behm · Egyesült Államok (USA)          | Aboutaleb Talebi · Irán (IRI)                     |
| 1972, München részletek        | Janagida Hideaki · Japán (JPN)                             | Richard Sanders · Egyesült Államok (USA)      | Klinga László · Magyarország (HUN)                |
| 1976, Montréal részletek       | Vlagyimir Jumin · Szovjetunió (URS)                        | Hans-Dieter Brüchert · NDK (GDR)              | Arai Maszao · Japán (JPN)                         |
| 1980, Moszkva részletek        | Szergej Beloglazov · Szovjetunió (URS)                     | Ri Hophjong (Li Ho-pyong) · Észak-Korea (PRK) | Dugarsüreng Ojonbold · Mongólia (MGL)             |
| 1984, Los Angeles részletek    | Tomijama Hideaki · Japán (JPN)                             | Barry Davis · Egyesült Államok (USA)          | Kim Igon (Kim Eui-gon) · Dél-Korea (KOR)          |
| 1988, Szöul részletek          | Szergej Beloglazov · Szovjetunió (URS)                     | Aszkari Mohammadian · Irán (IRI)              | No Gjongszon (No Gyeong-seon) · Dél-Korea (KOR)   |
| 1992, Barcelona részletek      | Alejandro Puerto · Kuba (CUB)                              | Szjarhej Szmal · Egyesített Csapat (EUN)      | Kim Jongsik (Kim Yeong-sik) · Észak-Korea (PRK)   |
| 1996, Atlanta részletek        | Kendall Cross · Egyesült Államok (USA)                     | Guivi Sissaouri · Kanada (CAN)                | Ri Jongszam (Ri Yeong-sam) · Észak-Korea (PRK)    |
| 2000, Sydney részletek         | Alirezá Dabir · Irán (IRI)                                 | Jevhen Buszlovics · Ukrajna (UKR)             | Terry Brands · Egyesült Államok (USA)             |
| 2004, Athén részletek          | Mavlet Batirov · Oroszország (RUS)                         | Stephen Abas · Egyesült Államok (USA)         | Tanabe Csikara · Japán (JPN)                      |
| 2008, Peking részletek         | Henry Cejudo · Egyesült Államok (USA)                      | Macunaga Tomohiro · Japán (JPN)               | Beszik Kuduhov · Oroszország (RUS)                |
| 2008, Peking részletek         | Henry Cejudo · Egyesült Államok (USA)                      | Macunaga Tomohiro · Japán (JPN)               | Radoszlav Velikov · Bulgária (BUL)                |
| 2012, London részletek         | Dzsamal Otarszultanov · Oroszország (RUS)                  | Vladimer Khinchegashvili · Grúzia (GEO)       | Jang Gjongil (Yang Gyeong-il) · Észak-Korea (PRK) |
| 2012, London részletek         | Dzsamal Otarszultanov · Oroszország (RUS)                  | Vladimer Khinchegashvili · Grúzia (GEO)       | Jumoto Sinicsi · Japán (JPN)                      |
| 2016, Rio de Janeiro részletek | Vladimer Khinchegashvili · Grúzia (GEO)                    | Higucsi Rei · Japán (JPN)                     | Haji Aliyev · Azerbajdzsán (AZE)                  |
| 2016, Rio de Janeiro részletek | Vladimer Khinchegashvili · Grúzia (GEO)                    | Higucsi Rei · Japán (JPN)                     | Hassan Rahimi · Irán (IRI)                        |
| 2020, Tokió részletek          | Zaur Ugujev · Az Orosz Olimpiai Bizottság versenyzői (ROC) | Ravi Kumar · India (IND)                      | Nuriszlam Szanajev · Kazahsztán (KAZ)             |
| 2020, Tokió részletek          | Zaur Ugujev · Az Orosz Olimpiai Bizottság versenyzői (ROC) | Ravi Kumar · India (IND)                      | Thomas Gilman · Egyesült Államok (USA)            |

#### Könnyűsúly
- -65,77 kg (1904)
- -66,6 kg (1908)
- -67,5 kg (1920–1936)
- -67 kg (1948–1960)
- -70 kg (1964–1968)
- -68 kg (1972–1996)
- -69 kg (2000)
- -66 kg (2004–2012)
- -65 kg (2016–)

| Olimpia                        | Arany                                      | Ezüst                                           | Bronz                                                              |
| 1904, St. Louis részletek      | Otto Roehm · Egyesült Államok (USA)        | Rudolph Tesing · Egyesült Államok (USA)         | Albert Zirkel · Egyesült Államok (USA)                             |
| 1908, London részletek         | George de Relwyskow · Nagy-Britannia (GBR) | William Wood · Nagy-Britannia (GBR)             | Albert Gingell · Nagy-Britannia (GBR)                              |
| 1912 Stockholm                 | Nem szerepelt az olimpiai programban       | Nem szerepelt az olimpiai programban            | Nem szerepelt az olimpiai programban                               |
| 1920, Antwerpen részletek      | Kalle Anttila · Finnország (FIN)           | Gottfrid Svensson · Svédország (SWE)            | Peter Wright · Nagy-Britannia (GBR)                                |
| 1924, Párizs részletek         | Russell Vis · Egyesült Államok (USA)       | Volmar Wikström · Finnország (FIN)              | Arvo Haavisto · Finnország (FIN)                                   |
| 1928, Amszterdam részletek     | Osvald Käpp · Észtország (EST)             | Charles Pacôme · Franciaország (FRA)            | Eino Leino · Finnország (FIN)                                      |
| 1932, Los Angeles részletek    | Charles Pacôme · Franciaország (FRA)       | Kárpáti Károly · Magyarország (HUN)             | Gustaf Klarén · Svédország (SWE)                                   |
| 1936, Berlin részletek         | Kárpáti Károly · Magyarország (HUN)        | Wolfgang Ehrl · Németország (GER)               | Hermanni Pihlajamäki · Finnország (FIN)                            |
| 1948, London részletek         | Celal Atik · Törökország (TUR)             | Gösta Frändfors · Svédország (SWE)              | Hermann Baumann · Svájc (SUI)                                      |
| 1952, Helsinki részletek       | Olle Anderberg · Svédország (SWE)          | Jay Thomas Evans · Egyesült Államok (USA)       | Djahanbakte Tovfighe · Irán (IRI)                                  |
| 1956, Melbourne részletek      | Imam-Ali Habibi · Irán (IRI)               | Kaszahara Sigeru · Japán (JPN)                  | Alimbeg Besztajev · Szovjetunió (URS)                              |
| 1960, Róma részletek           | Shelby Wilson · Egyesült Államok (USA)     | Vlagyimir Szinyavszkij · Szovjetunió (URS)      | Enyu Valcsev · Bulgária (BUL)                                      |
| 1964, Tokió részletek          | Enyu Valcsev · Bulgária (BUL)              | Klaus Rost · Egyesült Német Csapat (EUA)        | Horiucsi Ivao · Japán (JPN)                                        |
| 1968, Mexikóváros részletek    | Abdollah Movahed · Irán (IRI)              | Enyu Valcsev · Bulgária (BUL)                   | Danzandarjaa Sereeter · Mongólia (MGL)                             |
| 1972, München részletek        | Dan Gable · Egyesült Államok (USA)         | Vada Kikuo · Japán (JPN)                        | Ruszlan Asuralijev · Szovjetunió (URS)                             |
| 1976, Montréal részletek       | Pavel Pinyigin · Szovjetunió (URS)         | Lloyd Keaser · Egyesült Államok (USA)           | Szugavara Jaszaburó · Japán (JPN)                                  |
| 1980, Moszkva részletek        | Szajpulla Abszaidov · Szovjetunió (URS)    | Ivan Jankov · Bulgária (BUL)                    | Šaban Szejdi · Jugoszlávia (YUG)                                   |
| 1984, Los Angeles részletek    | Ju Inthak (Yu In-tak) · Dél-Korea (KOR)    | Andrew Rein · Egyesült Államok (USA)            | Jukka Rauhala · Finnország (FIN)                                   |
| 1988, Szöul részletek          | Arszen Fadzajev · Szovjetunió (URS)        | Pak Csangszun (Park Jang-sun) · Dél-Korea (KOR) | Nate Carr · Egyesült Államok (USA)                                 |
| 1992, Barcelona részletek      | Arszen Fadzajev · Egyesített Csapat (EUN)  | Valentin Gecov · Bulgária (BUL)                 | Akaisi Kószei · Japán (JPN)                                        |
| 1996, Atlanta részletek        | Vagyim Bogijev · Oroszország (RUS)         | Townsend Saunders · Egyesült Államok (USA)      | Zaza Zazirov · Ukrajna (UKR)                                       |
| 2000, Sydney részletek         | Daniel Igali · Kanada (CAN)                | Arszen Gityinov · Oroszország (RUS)             | Lincoln McIlravy · Egyesült Államok (USA)                          |
| 2004, Athén részletek          | Elbrusz Tedejev · Ukrajna (UKR)            | Jamill Kelly · Egyesült Államok (USA)           | Mahacs Murtazalijev · Oroszország (RUS)                            |
| 2008, Peking részletek         | Ramazan Şahin · Törökország (TUR)          | Andrij Sztadnyik · Ukrajna (UKR)                | Szusíl Kumár · India (IND)                                         |
| 2008, Peking részletek         | Ramazan Şahin · Törökország (TUR)          | Andrij Sztadnyik · Ukrajna (UKR)                | Otar Tusisvili · Grúzia (GEO)                                      |
| 2012, London részletek         | Jonemicu Tacuhiro · Japán (JPN)            | Szusíl Kumár · India (IND)                      | Akzsurek Tanatarov · Kazahsztán (KAZ)                              |
| 2012, London részletek         | Jonemicu Tacuhiro · Japán (JPN)            | Szusíl Kumár · India (IND)                      | Liván López · Kuba (CUB)                                           |
| 2016, Rio de Janeiro részletek | Szoszlan Ramonov · Oroszország (RUS)       | Toğrul Əsgərov · Azerbajdzsán (AZE)             | Frank Chamizo · Olaszország (ITA)                                  |
| 2016, Rio de Janeiro részletek | Szoszlan Ramonov · Oroszország (RUS)       | Toğrul Əsgərov · Azerbajdzsán (AZE)             | Ikhtiyor Navruzov · Üzbegisztán (UZB)                              |
| 2020, Tokió részletek          | Otoguro Takuto · Japán (JPN)               | Haji Aliyev · Azerbajdzsán (AZE)                | Gadzsimurad Rasidov · Az Orosz Olimpiai Bizottság versenyzői (ROC) |
| 2020, Tokió részletek          | Otoguro Takuto · Japán (JPN)               | Haji Aliyev · Azerbajdzsán (AZE)                | Bajrang Punia · India (IND)                                        |

#### Váltósúly
- -71,67 kg (1904)
- -72 kg (1920–1936)
- -73 kg (1948–1960)
- -78 kg (1964–1968)
- -74 kg (1972–1996)
- -76 kg (2000)
- -74 kg (2004–)

| Olimpia                        | Arany                                                           | Ezüst                                                | Bronz                                     |
| 1904, St. Louis részletek      | Charles Ericksen · Egyesült Államok (USA)                       | William Beckmann · Egyesült Államok (USA)            | Jerry Winholtz · Egyesült Államok (USA)   |
| 1908–1920                      | Nem szerepelt az olimpiai programban                            | Nem szerepelt az olimpiai programban                 | Nem szerepelt az olimpiai programban      |
| 1924, Párizs részletek         | Hermann Gehri · Svájc (SUI)                                     | Eino Leino · Finnország (FIN)                        | Otto Müller · Svájc (SUI)                 |
| 1928, Amszterdam részletek     | Arvo Haavisto · Finnország (FIN)                                | Lloyd Appleton · Egyesült Államok (USA)              | Maurice Letchford · Kanada (CAN)          |
| 1932, Los Angeles részletek    | Jack van Bebber · Egyesült Államok (USA)                        | Daniel MacDonald · Kanada (CAN)                      | Eino Leino · Finnország (FIN)             |
| 1936, Berlin részletek         | Frank Lewis · Egyesült Államok (USA)                            | Thure Andersson · Svédország (SWE)                   | Joseph Schleimer · Kanada (CAN)           |
| 1948, London részletek         | Yaşar Doğu · Törökország (TUR)                                  | Richard Garrard · Ausztrália (AUS)                   | Leland Merrill · Egyesült Államok (USA)   |
| 1952, Helsinki részletek       | William Smith · Egyesült Államok (USA)                          | Per Berlin · Svédország (SWE)                        | Abdullah Mojtabavi · Irán (IRI)           |
| 1956, Melbourne részletek      | Ikeda Micuo · Japán (JPN)                                       | İbrahim Zengin · Törökország (TUR)                   | Vahtang Balavadze · Szovjetunió (URS)     |
| 1960, Róma részletek           | Douglas Blubaugh · Egyesült Államok (USA)                       | İsmail Oğan · Törökország (TUR)                      | Muhammed Bashir · Pakisztán (PAK)         |
| 1964, Tokió részletek          | İsmail Oğan · Törökország (TUR)                                 | Guram Szagaradze · Szovjetunió (URS)                 | Mohammad Ali Szanatkaran · Irán (IRI)     |
| 1968, Mexikóváros részletek    | Mahmut Atalay · Törökország (TUR)                               | Daniel Robin · Franciaország (FRA)                   | Tömöriin Artag · Mongólia (MGL)           |
| 1972, München részletek        | Wayne Wells · Egyesült Államok (USA)                            | Jan Karlsson · Svédország (SWE)                      | Adolf Seger · NSZK (FRG)                  |
| 1976, Montréal részletek       | Date Dzsiicsiró · Japán (JPN)                                   | Manszur Barzegar · Irán (IRI)                        | Stanley Dziedzic · Egyesült Államok (USA) |
| 1980, Moszkva részletek        | Valentin Rajcsev · Bulgária (BUL)                               | Jamszjing Davaazsan · Mongólia (MGL)                 | Dan Karabin · Csehszlovákia (TCH)         |
| 1984, Los Angeles részletek    | David Schultz · Egyesült Államok (USA)                          | Martin Knosp · NSZK (FRG)                            | Šaban Szejdi · Jugoszlávia (YUG)          |
| 1988, Szöul részletek          | Kenny Monday · Egyesült Államok (USA)                           | Adlan Varajev · Szovjetunió (URS)                    | Rahmat Szofiadi · Bulgária (BUL)          |
| 1992, Barcelona részletek      | Pak Csangszun (Park Jang-sun) · Dél-Korea (KOR)                 | Kenny Monday · Egyesült Államok (USA)                | Amir Reza Khadem Azgadhi · Irán (IRI)     |
| 1996, Atlanta részletek        | Buvajszar Szajtyijev · Oroszország (RUS)                        | Pak Csangszun (Park Jang-sun) · Dél-Korea (KOR)      | Óta Takuja · Japán (JPN)                  |
| 2000, Sydney részletek         | Brandon Slay · Egyesült Államok (USA)                           | Mun Idzse (Mun Ui-jae) · Dél-Korea (KOR)             | Adem Bereket · Törökország (TUR)          |
| 2004, Athén részletek          | Buvajszar Szajtyijev · Oroszország (RUS)                        | Gennagyij Lalijev · Kazahsztán (KAZ)                 | Iván Fundora · Kuba (CUB)                 |
| 2008, Peking részletek         | Buvajszar Szajtyijev · Oroszország (RUS)                        | Soslan Tigiyev · Üzbegisztán (UZB)                   | Murad Hajdarav · Fehéroroszország (BLR)   |
| 2008, Peking részletek         | Buvajszar Szajtyijev · Oroszország (RUS)                        | Soslan Tigiyev · Üzbegisztán (UZB)                   | Kiril Terziev · Bulgária (BUL)            |
| 2012, London részletek         | Jordan Burroughs · Egyesült Államok (USA)                       | Szádeg Gudarzi · Irán (IRI)                          | Hatos Gábor · Magyarország (HUN)          |
| 2012, London részletek         | Jordan Burroughs · Egyesült Államok (USA)                       | Szádeg Gudarzi · Irán (IRI)                          | Gyenyisz Cargus · Oroszország (RUS)       |
| 2016, Rio de Janeiro részletek | Hasszán Jazdani · Irán (IRI)                                    | Anyiuar Gedujev · Oroszország (RUS)                  | Cəbrayıl Həsənov · Azerbajdzsán (AZE)     |
| 2016, Rio de Janeiro részletek | Hasszán Jazdani · Irán (IRI)                                    | Anyiuar Gedujev · Oroszország (RUS)                  | Soner Demirtaş · Törökország (TUR)        |
| 2020, Tokió részletek          | Zaurbek Szidakov · Az Orosz Olimpiai Bizottság versenyzői (ROC) | Mahamedhabib Kadzimahamedav · Fehéroroszország (BLR) | Kyle Dake · Egyesült Államok (USA)        |
| 2020, Tokió részletek          | Zaurbek Szidakov · Az Orosz Olimpiai Bizottság versenyzői (ROC) | Mahamedhabib Kadzimahamedav · Fehéroroszország (BLR) | Bekzod Abdurakhmonov · Üzbegisztán (UZB)  |

#### Középsúly
- -73 kg (1908)
- -75 kg (1920)
- -79 kg (1924–1960)
- -87 kg (1964–1968)
- -82 kg (1972–1996)
- -85 kg (2000)
- -84 kg (2004–2012)
- -86 kg (2016–)

| Olimpia                        | Arany                                       | Ezüst                                           | Bronz                                                         |
| 1908, London részletek         | Stanley Bacon · Nagy-Britannia (GBR)        | George de Relwyskow · Nagy-Britannia (GBR)      | Frederick Beck · Nagy-Britannia (GBR)                         |
| 1912 Stockholm                 | Nem szerepelt az olimpiai programban        | Nem szerepelt az olimpiai programban            | Nem szerepelt az olimpiai programban                          |
| 1920, Antwerpen részletek      | Eino Leino · Finnország (FIN)               | Väinö Penttala · Finnország (FIN)               | Charles Johnson · Egyesült Államok (USA)                      |
| 1924, Párizs részletek         | Fritz Hagmann · Svájc (SUI)                 | Pierre Ollivier · Belgium (BEL)                 | Vilho Pekkala · Finnország (FIN)                              |
| 1928, Amszterdam részletek     | Ernst Kyburz · Svájc (SUI)                  | Donald Stockton · Kanada (CAN)                  | Samuel Rabin · Nagy-Britannia (GBR)                           |
| 1932, Los Angeles részletek    | Ivar Johansson · Svédország (SWE)           | Kyösti Luukko · Finnország (FIN)                | Tunyogi József · Magyarország (HUN)                           |
| 1936, Berlin részletek         | Emile Poilvé · Franciaország (FRA)          | Richard Voliva · Egyesült Államok (USA)         | Ahmet Kireççi · Törökország (TUR)                             |
| 1948, London részletek         | Glen Brand · Egyesült Államok (USA)         | Adil Candemir · Törökország (TUR)               | Erik Lindén · Svédország (SWE)                                |
| 1952, Helsinki részletek       | David Csimakuridze · Szovjetunió (URS)      | Gholamreza Takhti · Irán (IRI)                  | Gurics György · Magyarország (HUN)                            |
| 1956, Melbourne részletek      | Nikola Sztancsev · Bulgária (BUL)           | Danny Hodge · Egyesült Államok (USA)            | Georgij Szhirtladze · Szovjetunió (URS)                       |
| 1960, Róma részletek           | Hasan Güngör · Törökország (TUR)            | Georgij Szhirtladze · Szovjetunió (URS)         | Hans Antonsson · Svédország (SWE)                             |
| 1964, Tokió részletek          | Prodan Gardzsev · Bulgária (BUL)            | Hasan Güngör · Törökország (TUR)                | Daniel Brand · Egyesült Államok (USA)                         |
| 1968, Mexikóváros részletek    | Borisz Gurevics · Szovjetunió (URS)         | Dzsigdzsidijn Mönhbat · Mongólia (MGL)          | Prodan Gardzsev · Bulgária (BUL)                              |
| 1972, München részletek        | Levan Tediasvili · Szovjetunió (URS)        | John Peterson · Egyesült Államok (USA)          | Vasile Iorga · Románia (ROU)                                  |
| 1976, Montréal részletek       | John Peterson · Egyesült Államok (USA)      | Viktor Novozsilov · Szovjetunió (URS)           | Adolf Seger · NSZK (FRG)                                      |
| 1980, Moszkva részletek        | Iszmail Abilov · Bulgária (BUL)             | Magomedhan Aracilov · Szovjetunió (URS)         | Kovács István · Magyarország (HUN)                            |
| 1984, Los Angeles részletek    | Mark Schultz · Egyesült Államok (USA)       | Nagasima Hidejuki · Japán (JPN)                 | Christopher Rinke · Kanada (CAN)                              |
| 1988, Szöul részletek          | Han Mjongu (Han Myeong-u) · Dél-Korea (KOR) | Necmi Gençalp · Törökország (TUR)               | Jozef Lohyňa · Csehszlovákia (TCH)                            |
| 1992, Barcelona részletek      | Kevin Jackson · Egyesült Államok (USA)      | Elmagyi Zsabrailov · Egyesített Csapat (EUN)    | Rasoul Khadem · Irán (IRI)                                    |
| 1996, Atlanta részletek        | Hadzsimurat Magomedov · Oroszország (RUS)   | Jang Hjongmo (Yang Hyeong-mo) · Dél-Korea (KOR) | Amir Reza Khadem · Irán (IRI)                                 |
| 2000, Sydney részletek         | Adam Szajtyijev · Oroszország (RUS)         | Yoel Romero · Kuba (CUB)                        | Mogamed Ibragimov · Macedónia (MKD)                           |
| 2004, Athén részletek          | Cael Sanderson · Egyesült Államok (USA)     | Mun Idzse (Mun Ui-jae) · Dél-Korea (KOR)        | Szazsid Szazsidov · Oroszország (RUS)                         |
| 2008, Peking részletek         | Revaz Mindorasvili · Grúzia (GEO)           | Juszup Abduszalomov · Tádzsikisztán (TJK)       | Tarasz Danyko · Ukrajna (UKR)                                 |
| 2008, Peking részletek         | Revaz Mindorasvili · Grúzia (GEO)           | Juszup Abduszalomov · Tádzsikisztán (TJK)       | Georgij Ketojev · Oroszország (RUS)                           |
| 2012, London részletek         | Şərif Şərifov · Azerbajdzsán (AZE)          | Jaime Espinal · Puerto Rico (PUR)               | Dato Marsagishvili · Grúzia (GEO)                             |
| 2012, London részletek         | Şərif Şərifov · Azerbajdzsán (AZE)          | Jaime Espinal · Puerto Rico (PUR)               | Ehszán Lasgari · Irán (IRI)                                   |
| 2016, Rio de Janeiro részletek | Abdulrasid Szadulajev · Oroszország (RUS)   | Selim Yaşar · Törökország (TUR)                 | Şərif Şərifov · Azerbajdzsán (AZE)                            |
| 2016, Rio de Janeiro részletek | Abdulrasid Szadulajev · Oroszország (RUS)   | Selim Yaşar · Törökország (TUR)                 | J’Den Cox · Egyesült Államok (USA)                            |
| 2020, Tokió részletek          | David Taylor · Egyesült Államok (USA)       | Hassan Yazdani · Irán (IRI)                     | Artur Najfonov · Az Orosz Olimpiai Bizottság versenyzői (ROC) |
| 2020, Tokió részletek          | David Taylor · Egyesült Államok (USA)       | Hassan Yazdani · Irán (IRI)                     | Myles Amine · San Marino (SMR)                                |

#### Nehézsúly
- +71,67 kg (1904)
- +73 kg (1908)
- +82,5 kg (1920)
- +87 kg (1924–1960)
- +97 kg (1964–1968)
- -100 kg (1972–1996)
- -97 kg (2000)
- -96 kg (2004–2012)
- -97 kg (2016–)

| Olimpia                        | Arany                                                                | Ezüst                                          | Bronz                                    |
| 1904, St. Louis részletek      | Bernhoff Hansen · Egyesült Államok (USA)                             | Frank Kugler · Egyesült Államok (USA)          | Fred Warmbold · Egyesült Államok (USA)   |
| 1908, London részletek         | Con O'Kelly · Nagy-Britannia (GBR)                                   | Jacob Gundersen · Norvégia (NOR)               | Edward Barrett · Nagy-Britannia (GBR)    |
| 1912 Stockholm                 | Nem szerepelt az olimpiai programban                                 | Nem szerepelt az olimpiai programban           | Nem szerepelt az olimpiai programban     |
| 1920, Antwerpen részletek      | Robert Roth · Svájc (SUI)                                            | Nathan Pendleton · Egyesült Államok (USA)      | Frederick Meyer · Egyesült Államok (USA) |
| 1920, Antwerpen részletek      | Robert Roth · Svájc (SUI)                                            | Nathan Pendleton · Egyesült Államok (USA)      | Ernst Nilsson · Svédország (SWE)         |
| 1924, Párizs részletek         | Harry Steel · Egyesült Államok (USA)                                 | Henri Wernli · Svájc (SUI)                     | Andrew McDonald · Nagy-Britannia (GBR)   |
| 1928, Amszterdam részletek     | Johan Richthoff · Svédország (SWE)                                   | Aukusti Sihvola · Finnország (FIN)             | Edmond Dame · Franciaország (FRA)        |
| 1932, Los Angeles részletek    | Johan Richthoff · Svédország (SWE)                                   | John Riley · Egyesült Államok (USA)            | Nikolaus Hirschl · Ausztria (AUT)        |
| 1936, Berlin részletek         | Kristjan Palusalu · Észtország (EST)                                 | Josef Klapuch · Csehszlovákia (TCH)            | Hjalmar Nyström · Finnország (FIN)       |
| 1948, London részletek         | Bóbis Gyula · Magyarország (HUN)                                     | Bertil Antonsson · Svédország (SWE)            | Joseph Armstrong · Ausztrália (AUS)      |
| 1952, Helsinki részletek       | Arszen Mekokisvili · Szovjetunió (URS)                               | Bertil Antonsson · Svédország (SWE)            | Kenneth Richmond · Nagy-Britannia (GBR)  |
| 1956, Melbourne részletek      | Hamit Kaplan · Törökország (TUR)                                     | Huszein Mehmedov · Bulgária (BUL)              | Taisto Kangasniemi · Finnország (FIN)    |
| 1960, Róma részletek           | Wilfried Dietrich · Egyesült Német Csapat (EUA)                      | Hamit Kaplan · Törökország (TUR)               | Szavkuz Dzaraszov · Szovjetunió (URS)    |
| 1964, Tokió részletek          | Alekszandr Ivanyickij · Szovjetunió (URS)                            | Ljutvi Ahmedov · Bulgária (BUL)                | Hamit Kaplan · Törökország (TUR)         |
| 1968, Mexikóváros részletek    | Alekszandr Medvegy · Szovjetunió (URS)                               | Oszman Duraliev · Bulgária (BUL)               | Wilfried Dietrich · NSZK (FRG)           |
| 1972, München részletek        | Ivan Jarigin · Szovjetunió (URS)                                     | Khorloogiin Bayanmönkh · Mongólia (MGL)        | Csatári József · Magyarország (HUN)      |
| 1976, Montréal részletek       | Ivan Jarigin · Szovjetunió (URS)                                     | Russell Hellickson · Egyesült Államok (USA)    | Dimo Kosztov · Bulgária (BUL)            |
| 1980, Moszkva részletek        | Ilja Mate · Szovjetunió (URS)                                        | Szlavcso Cservenkov · Bulgária (BUL)           | Július Strnisko · Csehszlovákia (TCH)    |
| 1984, Los Angeles részletek    | Lou Banach · Egyesült Államok (USA)                                  | Joseph Atijeh · Szíria (SYR)                   | Vasile Puşcaşu · Románia (ROU)           |
| 1988, Szöul részletek          | Vasile Puşcaşu · Románia (ROU)                                       | Leri Habelovi · Szovjetunió (URS)              | William Scherr · Egyesült Államok (USA)  |
| 1992, Barcelona részletek      | Leri Habelov · Egyesített Csapat (EUN)                               | Heiko Balz · Németország (GER)                 | Ali Kayalı · Törökország (TUR)           |
| 1996, Atlanta részletek        | Kurt Angle · Egyesült Államok (USA)                                  | Abbasz Dzsadidi · Irán (IRI)                   | Arawat Sabejew · Németország (GER)       |
| 2000, Sydney részletek         | Szagid Murtazalijev · Oroszország (RUS)                              | Iszlam Bajramukov · Kazahsztán (KAZ)           | Eldar Kurtanidze · Grúzia (GEO)          |
| 2004, Athén részletek          | Hadzsimurat Gacalov · Oroszország (RUS)                              | Magamed Ibragimov · Üzbegisztán (UZB)          | Alirezá Hejdari · Irán (IRI)             |
| 2008, Peking részletek         | Sirvanyi Muradov · Oroszország (RUS)                                 | Giorgi Gogselidze · Grúzia (GEO)               | Michel Batista · Kuba (CUB)              |
| 2008, Peking részletek         | Sirvanyi Muradov · Oroszország (RUS)                                 | Giorgi Gogselidze · Grúzia (GEO)               | Xetaq Qazyumov · Azerbajdzsán (AZE)      |
| 2012, London részletek         | Jake Varner · Egyesült Államok (USA)                                 | Valerij Andrijcev · Ukrajna (UKR)              | Giorgi Gogselidze · Grúzia (GEO)         |
| 2012, London részletek         | Jake Varner · Egyesült Államok (USA)                                 | Valerij Andrijcev · Ukrajna (UKR)              | Xetaq Qazyumov · Azerbajdzsán (AZE)      |
| 2016, Rio de Janeiro részletek | Kyle Frederick Snyder · Egyesült Államok (USA)                       | Xetaq Qazyumov · Azerbajdzsán (AZE)            | Albert Saritov · Románia (ROU)           |
| 2016, Rio de Janeiro részletek | Kyle Frederick Snyder · Egyesült Államok (USA)                       | Xetaq Qazyumov · Azerbajdzsán (AZE)            | Mogamed Ibragimov · Üzbegisztán (UZB)    |
| 2020, Tokió részletek          | Abdulrasid Szadulajev · Az Orosz Olimpiai Bizottság versenyzői (ROC) | Kyle Frederick Snyder · Egyesült Államok (USA) | Reineris Salas · Kuba (CUB)              |
| 2020, Tokió részletek          | Abdulrasid Szadulajev · Az Orosz Olimpiai Bizottság versenyzői (ROC) | Kyle Frederick Snyder · Egyesült Államok (USA) | Abraham Conyedo · Olaszország (ITA)      |

#### Szupernehézsúly
- +100 kg (1972–1984)
- -130 kg (1988–2000)
- -120 kg (2004–2012)
- -125 kg (2016-)

| Olimpia                        | Arany                                      | Ezüst                                          | Bronz                                         |
| 1972, München részletek        | Alekszandr Medvegy · Szovjetunió (URS)     | Oszman Duraliev · Bulgária (BUL)               | Christopher Taylor · Egyesült Államok (USA)   |
| 1976, Montréal részletek       | Szoszlan Angyijev · Szovjetunió (URS)      | Balla József · Magyarország (HUN)              | Ladislau Şimon · Románia (ROU)                |
| 1980, Moszkva részletek        | Szoszlan Angyijev · Szovjetunió (URS)      | Balla József · Magyarország (HUN)              | Adam Sandurski · Lengyelország (POL)          |
| 1984, Los Angeles részletek    | Bruce Baumgartner · Egyesült Államok (USA) | Robert Molle · Kanada (CAN)                    | Ayhan Taşkın · Törökország (TUR)              |
| 1988, Szöul részletek          | Davit Gobedzsisvili · Szovjetunió (URS)    | Bruce Baumgartner · Egyesült Államok (USA)     | Andreas Schröder · NDK (GDR)                  |
| 1992, Barcelona részletek      | Bruce Baumgartner · Egyesült Államok (USA) | Jeffrey Thue · Kanada (CAN)                    | Davit Gobedzsisvili · Egyesített Csapat (EUN) |
| 1996, Atlanta részletek        | Mahmut Demir · Törökország (TUR)           | Aljakszej Mjadzvedzev · Fehéroroszország (BLR) | Bruce Baumgartner · Egyesült Államok (USA)    |
| 2000, Sydney részletek         | David Muszulbesz · Oroszország (RUS)       | Artur Taymazov · Üzbegisztán (UZB)             | Alexis Rodríguez · Kuba (CUB)                 |
| 2004, Athén részletek          | Artur Taymazov · Üzbegisztán (UZB)         | Alirezá Rezáji · Irán (IRI)                    | Aydın Polatçı · Törökország (TUR)             |
| 2008, Peking részletek         | Bahtyijar Ahmedov · Oroszország (RUS)      | David Musuľbes · Szlovákia (SVK)               | Disney Rodríguez · Kuba (CUB)                 |
| 2008, Peking részletek         | Bahtyijar Ahmedov · Oroszország (RUS)      | David Musuľbes · Szlovákia (SVK)               | Marid Mutalimov · Kazahsztán (KAZ)            |
| 2012, London részletek         | Komeil Gászemi · Irán (IRI)                | Nem adták ki                                   | Daulet Sabanbaj · Kazahsztán (KAZ)            |
| 2012, London részletek         | Biljal Mahov · Oroszország (RUS)           | Nem adták ki                                   | Tervel Dlagnev · Egyesült Államok (USA)       |
| 2016, Rio de Janeiro részletek | Taha Akgül · Törökország (TUR)             | Komeil Gászemi · Irán (IRI)                    | Ibrahim Szaidav · Fehéroroszország (BLR)      |
| 2016, Rio de Janeiro részletek | Taha Akgül · Törökország (TUR)             | Komeil Gászemi · Irán (IRI)                    | Geno Petriasvili · Grúzia (GEO)               |
| 2020, Tokió részletek          | Gable Steveson · Egyesült Államok (USA)    | Geno Petriasvili · Grúzia (GEO)                | Amir Hossein Zare · Irán (IRI)                |
| 2020, Tokió részletek          | Gable Steveson · Egyesült Államok (USA)    | Geno Petriasvili · Grúzia (GEO)                | Taha Akgül · Törökország (TUR)                |

A 2008-ban eredetileg győztes üzbég Artur Taymazov dopping mintájának utólagos ellenőrzése során turinabol használatát mutatták ki. Ezért a NOB 2017-ben megfosztotta aranyérmétől.

#### Férfi éremtáblázat
| A nyári olimpiai játékok férfi éremtáblázata szabadfogású birkózásban | A nyári olimpiai játékok férfi éremtáblázata szabadfogású birkózásban | A nyári olimpiai játékok férfi éremtáblázata szabadfogású birkózásban | A nyári olimpiai játékok férfi éremtáblázata szabadfogású birkózásban | A nyári olimpiai játékok férfi éremtáblázata szabadfogású birkózásban | Olimpia  |
| --------------------------------------------------------------------- | --------------------------------------------------------------------- | --------------------------------------------------------------------- | --------------------------------------------------------------------- | --------------------------------------------------------------------- | -------- |
|                                                                       | Ország                                                                | Arany                                                                 | Ezüst                                                                 | Bronz                                                                 | Összesen |
| 1.                                                                    | Egyesült Államok (USA)                                                | 52                                                                    | 37                                                                    | 29                                                                    | 118      |
| 2.                                                                    | Szovjetunió (URS)                                                     | 28                                                                    | 15                                                                    | 13                                                                    | 56       |
| 3.                                                                    | Japán (JPN)                                                           | 18                                                                    | 12                                                                    | 11                                                                    | 41       |
| 4.                                                                    | Törökország (TUR)                                                     | 18                                                                    | 12                                                                    | 10                                                                    | 40       |
| 5.                                                                    | Oroszország (RUS)                                                     | 18                                                                    | 4                                                                     | 5                                                                     | 27       |
| 6.                                                                    | Svédország (SWE)                                                      | 8                                                                     | 10                                                                    | 8                                                                     | 26       |
| 7.                                                                    | Finnország (FIN)                                                      | 8                                                                     | 7                                                                     | 10                                                                    | 25       |
| 8.                                                                    | Bulgária (BUL)                                                        | 7                                                                     | 16                                                                    | 11                                                                    | 34       |
| 9.                                                                    | Irán (IRI)                                                            | 7                                                                     | 14                                                                    | 17                                                                    | 38       |
| 10.                                                                   | Dél-Korea (KOR)                                                       | 4                                                                     | 9                                                                     | 7                                                                     | 20       |
| 11.                                                                   | Svájc (SUI)                                                           | 4                                                                     | 4                                                                     | 5                                                                     | 13       |
| 12.                                                                   | Nagy-Britannia (GBR)                                                  | 3                                                                     | 4                                                                     | 10                                                                    | 17       |
| 13.                                                                   | Magyarország (HUN)                                                    | 3                                                                     | 4                                                                     | 8                                                                     | 15       |
| 14.                                                                   | Azerbajdzsán (AZE)                                                    | 3                                                                     | 4                                                                     | 5                                                                     | 12       |
| 15.                                                                   | Észak-Korea (PRK)                                                     | 3                                                                     | 2                                                                     | 4                                                                     | 9        |
| 16.                                                                   | Egyesített Csapat (EUN)                                               | 3                                                                     | 2                                                                     | 2                                                                     | 7        |
| 17.                                                                   | Az Orosz Olimpiai Bizottság versenyzői (ROC)                          | 3                                                                     | 0                                                                     | 2                                                                     | 5        |
| 18.                                                                   | Grúzia (GEO)                                                          | 2                                                                     | 3                                                                     | 6                                                                     | 11       |
| 19.                                                                   | Franciaország (FRA)                                                   | 2                                                                     | 2                                                                     | 3                                                                     | 7        |
| 20.                                                                   | Kuba (CUB)                                                            | 2                                                                     | 1                                                                     | 8                                                                     | 11       |
| 21.                                                                   | Észtország (EST)                                                      | 2                                                                     | 1                                                                     | 0                                                                     | 3        |
| 22.                                                                   | Kanada (CAN)                                                          | 1                                                                     | 5                                                                     | 5                                                                     | 11       |
| 23.                                                                   | Ukrajna (UKR)                                                         | 1                                                                     | 3                                                                     | 3                                                                     | 7        |
| 23.                                                                   | Üzbegisztán (UZB)                                                     | 1                                                                     | 3                                                                     | 3                                                                     | 7        |
| 25.                                                                   | Jugoszlávia (YUG)                                                     | 1                                                                     | 1                                                                     | 2                                                                     | 4        |
| 26.                                                                   | Egyesült Német Csapat (EUA)                                           | 1                                                                     | 1                                                                     | 0                                                                     | 2        |
| 27.                                                                   | Románia (ROU)                                                         | 1                                                                     | 0                                                                     | 5                                                                     | 6        |
| 28.                                                                   | Olaszország (ITA)                                                     | 1                                                                     | 0                                                                     | 2                                                                     | 3        |
|                                                                       |                                                                       |                                                                       |                                                                       |                                                                       |          |
| 29.                                                                   | Mongólia (MGL)                                                        | 0                                                                     | 4                                                                     | 4                                                                     | 8        |
| 30.                                                                   | Belgium (BEL)                                                         | 0                                                                     | 3                                                                     | 0                                                                     | 3        |
| 31.                                                                   | Kazahsztán (KAZ)                                                      | 0                                                                     | 2                                                                     | 5                                                                     | 7        |
| 32.                                                                   | India (IND)                                                           | 0                                                                     | 2                                                                     | 5                                                                     | 7        |
| 33.                                                                   | Németország (GER)                                                     | 0                                                                     | 2                                                                     | 3                                                                     | 5        |
| 34.                                                                   | Fehéroroszország (BLR)                                                | 0                                                                     | 2                                                                     | 2                                                                     | 4        |
| 35.                                                                   | NDK (GDR)                                                             | 0                                                                     | 2                                                                     | 1                                                                     | 3        |
| 33.                                                                   | Csehszlovákia (TCH)                                                   | 0                                                                     | 1                                                                     | 3                                                                     | 4        |
| 33.                                                                   | NSZK (FRG)                                                            | 0                                                                     | 1                                                                     | 3                                                                     | 4        |
| 33.                                                                   | Lengyelország (POL)                                                   | 0                                                                     | 1                                                                     | 3                                                                     | 4        |
| 39.                                                                   | Ausztrália (AUS)                                                      | 0                                                                     | 1                                                                     | 2                                                                     | 3        |
| 39.                                                                   | Norvégia (NOR)                                                        | 0                                                                     | 1                                                                     | 0                                                                     | 1        |
| 39.                                                                   | Puerto Rico (PUR)                                                     | 0                                                                     | 1                                                                     | 0                                                                     | 1        |
| 39.                                                                   | Örményország (ARM)                                                    | 0                                                                     | 1                                                                     | 0                                                                     | 1        |
| 39.                                                                   | Szíria (SYR)                                                          | 0                                                                     | 1                                                                     | 0                                                                     | 1        |
| 39.                                                                   | Szlovákia (SVK)                                                       | 0                                                                     | 1                                                                     | 0                                                                     | 1        |
| 39.                                                                   | Tádzsikisztán (TJK)                                                   | 0                                                                     | 1                                                                     | 0                                                                     | 1        |
|                                                                       |                                                                       |                                                                       |                                                                       |                                                                       |          |
| 46.                                                                   | Görögország (GRE)                                                     | 0                                                                     | 0                                                                     | 2                                                                     | 2        |
| 45.                                                                   | Ausztria (AUT)                                                        | 0                                                                     | 0                                                                     | 1                                                                     | 1        |
| 45.                                                                   | Kirgizisztán (KGZ)                                                    | 0                                                                     | 0                                                                     | 1                                                                     | 1        |
| 45.                                                                   | Macedónia (MKD)                                                       | 0                                                                     | 0                                                                     | 1                                                                     | 1        |
| 45.                                                                   | Pakisztán (PAK)                                                       | 0                                                                     | 0                                                                     | 1                                                                     | 1        |
| 45.                                                                   | San Marino (SMR)                                                      | 0                                                                     | 0                                                                     | 1                                                                     | 1        |
|                                                                       |                                                                       |                                                                       |                                                                       |                                                                       |          |
| Összesen                                                              | Összesen                                                              | 205                                                                   | 203                                                                   | 231                                                                   | 639      |

### Nők

#### Papírsúly
- -48 kg (2004–2016)
- -50 kg (2020–)

| Olimpia                        | Arany                          | Ezüst                                | Bronz                                      |
| 2004, Athén részletek          | Irina Merlenyi · Ukrajna (UKR) | Icsó Csiharu · Japán (JPN)           | Patricia Miranda · Egyesült Államok (USA)  |
| 2008, Peking részletek         | Carol Huynh · Kanada (CAN)     | Icsó Csiharu · Japán (JPN)           | Mariya Stadnik · Azerbajdzsán (AZE)        |
| 2008, Peking részletek         | Carol Huynh · Kanada (CAN)     | Icsó Csiharu · Japán (JPN)           | Irina Merlenyi · Ukrajna (UKR)             |
| 2012, London részletek         | Obara Hitomi · Japán (JPN)     | Mariya Stadnik · Azerbajdzsán (AZE)  | Clarissa Chun · Egyesült Államok (USA)     |
| 2012, London részletek         | Obara Hitomi · Japán (JPN)     | Mariya Stadnik · Azerbajdzsán (AZE)  | Carol Huynh · Kanada (CAN)                 |
| 2016, Rio de Janeiro részletek | Tószaka Eri · Japán (JPN)      | Mariya Stadnik · Azerbajdzsán (AZE)  | Szun Ja-nan (Sun Yanan) · Kína (CHN)       |
| 2016, Rio de Janeiro részletek | Tószaka Eri · Japán (JPN)      | Mariya Stadnik · Azerbajdzsán (AZE)  | Elica Jankova · Bulgária (BUL)             |
| 2020, Tokió részletek          | Szuszaki Jui · Japán (JPN)     | Szun Ja-nan (Sun Yanan) · Kína (CHN) | Mariya Stadnik · Azerbajdzsán (AZE)        |
| 2020, Tokió részletek          | Szuszaki Jui · Japán (JPN)     | Szun Ja-nan (Sun Yanan) · Kína (CHN) | Sarah Hildebrandt · Egyesült Államok (USA) |

#### Légsúly
- -53 kg (2016–)

| Olimpia                        | Arany                                   | Ezüst                                    | Bronz                                           |
| 2016, Rio de Janeiro részletek | Helen Maroulis · Egyesült Államok (USA) | Josida Szaori · Japán (JPN)              | Natalja Szinisin · Azerbajdzsán (AZE)           |
| 2016, Rio de Janeiro részletek | Helen Maroulis · Egyesült Államok (USA) | Josida Szaori · Japán (JPN)              | Sofia Mattsson · Svédország (SWE)               |
| 2020, Tokió részletek          | Mukaida Maju · Japán (JPN)              | Pang Csien-jü (Pang Qianyu) · Kína (CHN) | Vanesza Kaladzinszkaja · Fehéroroszország (BLR) |
| 2020, Tokió részletek          | Mukaida Maju · Japán (JPN)              | Pang Csien-jü (Pang Qianyu) · Kína (CHN) | Bolortudzsa Bat Ocsir · Mongólia (MGL)          |

#### Váltósúly
- -58 kg (2016)
- -57 kg (2020–)

| Olimpia                        | Arany                       | Ezüst                                     | Bronz                                   |
| 2016, Rio de Janeiro részletek | Icsó Kaori · Japán (JPN)    | Valerija Koblova · Oroszország (RUS)      | Marwa Amri · Tunézia (TUN)              |
| 2016, Rio de Janeiro részletek | Icsó Kaori · Japán (JPN)    | Valerija Koblova · Oroszország (RUS)      | Sakshi Malik · India (IND)              |
| 2020, Tokió részletek          | Kavai Riszako · Japán (JPN) | Irina Kuracskina · Fehéroroszország (BLR) | Helen Maroulis · Egyesült Államok (USA) |
| 2020, Tokió részletek          | Kavai Riszako · Japán (JPN) | Irina Kuracskina · Fehéroroszország (BLR) | Evelina Nikolova · Bulgária (BUL)       |

#### Középsúly
- -63 kg (2004–2016)
- -62 kg (2020–)

| Olimpia                        | Arany                       | Ezüst                                       | Bronz                                     |
| 2004, Athén részletek          | Icsó Kaori · Japán (JPN)    | Sara McMann · Egyesült Államok (USA)        | Lise Legrand · Franciaország (FRA)        |
| 2008, Peking részletek         | Icsó Kaori · Japán (JPN)    | Aljona Kartasova · Oroszország (RUS)        | Randi Miller · Egyesült Államok (USA)     |
| 2008, Peking részletek         | Icsó Kaori · Japán (JPN)    | Aljona Kartasova · Oroszország (RUS)        | Jelena Saligina · Kazahsztán (KAZ)        |
| 2012, London részletek         | Icsó Kaori · Japán (JPN)    | Csing Zsuj-hszüe (Jing Ruixue) · Kína (CHN) | Ljubov Voloszova · Oroszország (RUS)      |
| 2012, London részletek         | Icsó Kaori · Japán (JPN)    | Csing Zsuj-hszüe (Jing Ruixue) · Kína (CHN) | Battszeszeg Soronzonbold · Mongólia (MGL) |
| 2016, Rio de Janeiro részletek | Kavai Riszako · Japán (JPN) | Marija Mamasuk · Fehéroroszország (BLR)     | Monika Michalik · Lengyelország (POL)     |
| 2016, Rio de Janeiro részletek | Kavai Riszako · Japán (JPN) | Marija Mamasuk · Fehéroroszország (BLR)     | Jekatyerina Larionova · Kazahsztán (KAZ)  |
| 2020, Tokió részletek          | Kavai Jukako · Japán (JPN)  | Ajszuluu Tinibekova · Kirgizisztán (KGZ)    | Irina Koljadenko · Ukrajna (UKR)          |
| 2020, Tokió részletek          | Kavai Jukako · Japán (JPN)  | Ajszuluu Tinibekova · Kirgizisztán (KGZ)    | Tajbe Juszein · Bulgária (BUL)            |

#### Félnehézsúly
- -69 kg (2016)
- -68 kg (2020–)

| Olimpia                        | Arany                                  | Ezüst                                 | Bronz                                     |
| 2016, Rio de Janeiro részletek | Dosó Szara · Japán (JPN)               | Natalja Vorobjova · Oroszország (RUS) | Elmira Szizdikova · Kazahsztán (KAZ)      |
| 2016, Rio de Janeiro részletek | Dosó Szara · Japán (JPN)               | Natalja Vorobjova · Oroszország (RUS) | Jenny Fransson · Svédország (SWE)         |
| 2020, Tokió részletek          | Tamyra Mensah · Egyesült Államok (USA) | Blessing Oborududu · Nigéria (NGR)    | Alla Cserkaszova · Ukrajna (UKR)          |
| 2020, Tokió részletek          | Tamyra Mensah · Egyesült Államok (USA) | Blessing Oborududu · Nigéria (NGR)    | Meerim Zsumanazarova · Kirgizisztán (KGZ) |

#### Nehézsúly
- -72 kg (2004–2012)
- -75 kg (2016)
- -76 kg (2020–)

| Olimpia                        | Arany                                   | Ezüst                                       | Bronz                                       |
| 2004, Athén részletek          | Vang Hszü (Wang Xu) · Kína (CHN)        | Gjuzel Manyurova · Oroszország (RUS)        | Hamagucsi Kjóko · Japán (JPN)               |
| 2008, Peking részletek         | Vang Csiao (Wang Jiao) · Kína (CHN)     | Sztanka Zlateva · Bulgária (BUL)            | Hamagucsi Kjóko · Japán (JPN)               |
| 2008, Peking részletek         | Vang Csiao (Wang Jiao) · Kína (CHN)     | Sztanka Zlateva · Bulgária (BUL)            | Agnieszka Wieszczek · Lengyelország (POL)   |
| 2012, London részletek         | Natalja Vorobjova · Oroszország (RUS)   | Sztanka Zlateva · Bulgária (BUL)            | Gjuzel Manyurova · Kazahsztán (KAZ)         |
| 2012, London részletek         | Natalja Vorobjova · Oroszország (RUS)   | Sztanka Zlateva · Bulgária (BUL)            | Maider Unda · Spanyolország (ESP)           |
| 2016, Rio de Janeiro részletek | Erica Wiebe · Kanada (CAN)              | Gjuzel Manyurova · Kazahsztán (KAZ)         | Csang Feng-liu (Zhang Fengliu) · Kína (CHN) |
| 2016, Rio de Janeiro részletek | Erica Wiebe · Kanada (CAN)              | Gjuzel Manyurova · Kazahsztán (KAZ)         | Jekatyerina Bukina · Oroszország (RUS)      |
| 2020, Tokió részletek          | Aline Rotter-Focken · Németország (GER) | Adeline Maria Gray · Egyesült Államok (USA) | Yasemin Adar · Törökország (TUR)            |
| 2020, Tokió részletek          | Aline Rotter-Focken · Németország (GER) | Adeline Maria Gray · Egyesült Államok (USA) | Csou Csien (Zhou Qian) · Kína (CHN)         |

#### Női éremtáblázat
| A nyári olimpiai játékok női éremtáblázata szabadfogású birkózásban | A nyári olimpiai játékok női éremtáblázata szabadfogású birkózásban | A nyári olimpiai játékok női éremtáblázata szabadfogású birkózásban | A nyári olimpiai játékok női éremtáblázata szabadfogású birkózásban | A nyári olimpiai játékok női éremtáblázata szabadfogású birkózásban | Olimpia  |
| ------------------------------------------------------------------- | ------------------------------------------------------------------- | ------------------------------------------------------------------- | ------------------------------------------------------------------- | ------------------------------------------------------------------- | -------- |
|                                                                     | Ország                                                              | Arany                                                               | Ezüst                                                               | Bronz                                                               | Összesen |
| 1.                                                                  | Japán (JPN)                                                         | 15                                                                  | 3                                                                   | 2                                                                   | 20       |
| 2.                                                                  | Kína (CHN)                                                          | 2                                                                   | 4                                                                   | 3                                                                   | 9        |
| 3.                                                                  | Egyesült Államok (USA)                                              | 2                                                                   | 2                                                                   | 5                                                                   | 9        |
| 4.                                                                  | Kanada (CAN)                                                        | 2                                                                   | 2                                                                   | 2                                                                   | 6        |
| 5.                                                                  | Oroszország (RUS)                                                   | 1                                                                   | 4                                                                   | 2                                                                   | 7        |
| 6.                                                                  | Ukrajna (UKR)                                                       | 1                                                                   | 0                                                                   | 3                                                                   | 4        |
| 7.                                                                  | Németország (GER)                                                   | 1                                                                   | 0                                                                   | 0                                                                   | 1        |
|                                                                     |                                                                     |                                                                     |                                                                     |                                                                     |          |
| 8.                                                                  | Azerbajdzsán (AZE)                                                  | 0                                                                   | 2                                                                   | 4                                                                   | 6        |
| 9.                                                                  | Bulgária (BUL)                                                      | 0                                                                   | 2                                                                   | 3                                                                   | 5        |
| 10.                                                                 | Fehéroroszország (BLR)                                              | 0                                                                   | 2                                                                   | 1                                                                   | 3        |
| 11.                                                                 | Kazahsztán (KAZ)                                                    | 0                                                                   | 1                                                                   | 4                                                                   | 5        |
| 12.                                                                 | Kirgizisztán (KGZ)                                                  | 0                                                                   | 1                                                                   | 1                                                                   | 2        |
| 13.                                                                 | Nigéria (NGR)                                                       | 0                                                                   | 1                                                                   | 0                                                                   | 0        |
|                                                                     |                                                                     |                                                                     |                                                                     |                                                                     |          |
| 14.                                                                 | Franciaország (FRA)                                                 | 0                                                                   | 0                                                                   | 2                                                                   | 2        |
| 14.                                                                 | Kolumbia (COL)                                                      | 0                                                                   | 0                                                                   | 2                                                                   | 2        |
| 14.                                                                 | Lengyelország (POL)                                                 | 0                                                                   | 0                                                                   | 2                                                                   | 2        |
| 14.                                                                 | Mongólia (MGL)                                                      | 0                                                                   | 0                                                                   | 2                                                                   | 2        |
| 14.                                                                 | Svédország (SWE)                                                    | 0                                                                   | 0                                                                   | 2                                                                   | 2        |
| 19.                                                                 | India (IND)                                                         | 0                                                                   | 0                                                                   | 1                                                                   | 1        |
| 19.                                                                 | Spanyolország (ESP)                                                 | 0                                                                   | 0                                                                   | 1                                                                   | 1        |
| 19.                                                                 | Törökország (TUR)                                                   | 0                                                                   | 0                                                                   | 1                                                                   | 1        |
| 19.                                                                 | Tunézia (TUN)                                                       | 0                                                                   | 0                                                                   | 1                                                                   | 1        |
|                                                                     |                                                                     |                                                                     |                                                                     |                                                                     |          |
| Összesen                                                            | Összesen                                                            | 24                                                                  | 24                                                                  | 44                                                                  | 92       |

## Megszűnt versenyszámok

### Férfiak

#### Papírsúly
- -47,6 kg (1904)
- -48 kg (1972–1996)

| Olimpia           | Arany                                 | Ezüst                                            | Bronz                                         |
| 1904, St. Louis   | Robert Curry · Egyesült Államok (USA) | John Hein · Egyesült Államok (USA)               | Gustav Thiefenthaler · Egyesült Államok (USA) |
| 1908–1968         | Nem szerepelt az olimpiai programban  | Nem szerepelt az olimpiai programban             | Nem szerepelt az olimpiai programban          |
| 1972, München     | Roman Dmitrijev · Szovjetunió (URS)   | Ognyan Nikolov · Bulgária (BUL)                  | Ebrahim Javadi · Irán (IRI)                   |
| 1976, Montréal    | Haszan Iszaev · Bulgária (BUL)        | Roman Dmitrijev · Szovjetunió (URS)              | Kudó Akira · Japán (JPN)                      |
| 1980, Moszkva     | Claudio Pollio · Olaszország (ITA)    | Csang Szehong (Jang Se-hong) · Észak-Korea (PRK) | Szergej Kornyilajev · Szovjetunió (URS)       |
| 1984, Los Angeles | Bobby Weaver · Egyesült Államok (USA) | Irie Takasi · Japán (JPN)                        | Szon Gabdo (Son Gabdo) · Dél-Korea (KOR)      |
| 1988, Szöul       | Kobajasi Takasi · Japán (JPN)         | Ivan Conov · Bulgária (BUL)                      | Szergej Karamcsakov · Szovjetunió (URS)       |
| 1992, Barcelona   | Kim Il · Észak-Korea (PRK)            | Kim Dzsongsin (Kim Jong-sin) · Dél-Korea (KOR)   | Vugar Orudzsov · Egyesített Csapat (EUN)      |
| 1996, Atlanta     | Kim Il · Észak-Korea (PRK)            | Armen Mkrtcsjan · Örményország (ARM)             | Alexis Vila · Kuba (CUB)                      |

#### Lepkesúly
- -52,16 kg (1904)
- -52 kg (1948–1996)
- -54 kg (2000)

| Olimpia           | Arany                                        | Ezüst                                                | Bronz                                                 |
| 1904, St. Louis   | George Mehnert · Egyesült Államok (USA)      | Gustave Bauer · Egyesült Államok (USA)               | William Nelson · Egyesült Államok (USA)               |
| 1908–1936         | Nem szerepelt az olimpiai programban         | Nem szerepelt az olimpiai programban                 | Nem szerepelt az olimpiai programban                  |
| 1948, London      | Lennart Viitala · Finnország (FIN)           | Halit Balamir · Törökország (TUR)                    | Thure Johansson · Svédország (SWE)                    |
| 1952, Helsinki    | Haszan Gemici · Törökország (TUR)            | Kitano Júsú · Japán (JPN)                            | Mahmoud Mollagaszemi · Irán (IRI)                     |
| 1956, Melbourne   | Mirian Calkalamanidze · Szovjetunió (URS)    | Mohammad Ali Khojastehpour · Irán (IRI)              | Hüseyin Akbaş · Törökország (TUR)                     |
| 1960, Róma        | Ahmet Bilek · Törökország (TUR)              | Macubara Maszajuki · Japán (JPN)                     | Ebrahim Szeifpour · Irán (IRI)                        |
| 1964, Tokió       | Josida Josikacu · Japán (JPN)                | Csang Cshangszon (Jang Chang-seon) · Dél-Korea (KOR) | Said Ali Akbar Heidari · Irán (IRI)                   |
| 1968, Mexikóváros | Nakata Sigeo · Japán (JPN)                   | Richard Sanders · Egyesült Államok (USA)             | Chimedbazaryn Damdinsharav · Mongólia (MGL)           |
| 1972, München     | Kató Kijomi · Japán (JPN)                    | Arszen Alahvergyiev · Szovjetunió (URS)              | Kim Gvanghjong (Kim Gwang-hyeong) · Észak-Korea (PRK) |
| 1976, Montréal    | Takada Júdzsi · Japán (JPN)                  | Alekszandr Ivanov · Szovjetunió (URS)                | Cson Heszop (Jeon Hae-seop) · Dél-Korea (KOR)         |
| 1980, Moszkva     | Anatolij Beloglazov · Szovjetunió (URS)      | Władysław Stecyk · Lengyelország (POL)               | Nermedin Szelimov · Bulgária (BUL)                    |
| 1984, Los Angeles | Šaban Trstena · Jugoszlávia (YUG)            | Kim Dzsonggju (Kim Jong-gyu) · Dél-Korea (KOR)       | Takada Júdzsi · Japán (JPN)                           |
| 1988, Szöul       | Szató Micuru · Japán (JPN)                   | Šaban Trstena · Jugoszlávia (YUG)                    | Volodimir Tohuzov · Szovjetunió (URS)                 |
| 1992, Barcelona   | Ri Hakszon (Ri Hak-seon) · Észak-Korea (PRK) | Zeke Jones · Egyesült Államok (USA)                  | Valentin Jordanov · Bulgária (BUL)                    |
| 1996, Atlanta     | Valentin Jordanov · Bulgária (BUL)           | Namiq Abdullayev · Azerbajdzsán (AZE)                | Maulen Mamirov · Kazahsztán (KAZ)                     |
| 2000, Sydney      | Namiq Abdullayev · Azerbajdzsán (AZE)        | Sammie Henson · Egyesült Államok (USA)               | Amiran Kardanov · Görögország (GRE)                   |

#### Pehelysúly
- -61,33 kg (1904)
- -60,30 kg (1908)
- -61 kg (1920–1936)
- -63 kg (1948–1952)
- -62 kg (1956–1960)
- -63 kg (1964–1968, 2000)
- -62 kg (1972–1996)
- -60 kg (2004–2012)

| Olimpia                | Arany                                           | Ezüst                                              | Bronz                                              |
| 1904, St. Louis        | Benjamin Bradshaw · Egyesült Államok (USA)      | Theodore McLear · Egyesült Államok (USA)           | Charles Clapper · Egyesült Államok (USA)           |
| 1908, London           | George Dole · Egyesült Államok (USA)            | James Slim · Nagy-Britannia (GBR)                  | William McKie · Nagy-Britannia (GBR)               |
| 1912 Stockholm         | Nem szerepelt az olimpiai programban            | Nem szerepelt az olimpiai programban               | Nem szerepelt az olimpiai programban               |
| 1920, Antwerpen        | Charles E. Ackerly · Egyesült Államok (USA)     | Samuel Gerson · Egyesült Államok (USA)             | Philip Bernard · Nagy-Britannia (GBR)              |
| 1924, Párizs           | Robin Reed · Egyesült Államok (USA)             | Chester Newton · Egyesült Államok (USA)            | Naitó Kacutosi · Japán (JPN)                       |
| 1928, Amszterdam       | Allie Morrison · Egyesült Államok (USA)         | Kustaa Pihlajamäki · Finnország (FIN)              | Hans Minder · Svájc (SUI)                          |
| 1932, Los Angeles      | Hermanni Pihlajamäki · Finnország (FIN)         | Edgar Nemir · Egyesült Államok (USA)               | Einar Karlsson · Svédország (SWE)                  |
| 1936, Berlin           | Kustaa Pihlajamäki · Finnország (FIN)           | Francis Millard · Egyesült Államok (USA)           | Gösta Frändfors · Svédország (SWE)                 |
| 1948, London           | Gazanfer Bilge · Törökország (TUR)              | Ivar Sjölin · Svédország (SWE)                     | Adolf Muller · Svájc (SUI)                         |
| 1952, Helsinki         | Bayram Şit · Törökország (TUR)                  | Nászer Givehcsi · Irán (IRI)                       | Josiah Henson · Egyesült Államok (USA)             |
| 1956, Melbourne        | Szaszahara Sózó · Japán (JPN)                   | Joseph Mewis · Belgium (BEL)                       | Erkki Penttilä · Finnország (FIN)                  |
| 1960, Róma             | Mustafa Dağıstanlı · Törökország (TUR)          | Sztancso Ivanov · Bulgária (BUL)                   | Vlagyimir Rubasvili · Szovjetunió (URS)            |
| 1964, Tokió            | Vatanabe Oszamu · Japán (JPN)                   | Sztancso Ivanov · Bulgária (BUL)                   | Nodar Hohasvili · Szovjetunió (URS)                |
| 1968, Mexikóváros      | Kaneko Maszaaki · Japán (JPN)                   | Enyu Todorov · Bulgária (BUL)                      | Samseddin Szajed-Abbaszi · Irán (IRI)              |
| 1972, München          | Zagalav Abdulbekov · Szovjetunió (URS)          | Vehbi Akdağ · Törökország (TUR)                    | Ivan Krasztev · Bulgária (BUL)                     |
| 1976, Montréal         | Jang Dzsongmo (Yang Jeong-mo) · Dél-Korea (KOR) | Zeveg Ojdov · Mongólia (MGL)                       | Gene Davis · Egyesült Államok (USA)                |
| 1980, Moszkva          | Magomed-Gaszan Abusev · Szovjetunió (URS)       | Miho Dukov · Bulgária (BUL)                        | Jeórjiosz Hadziioanídisz · Görögország (GRE)       |
| 1984, Los Angeles      | Randall Lewis · Egyesült Államok (USA)          | Akaisi Kószei · Japán (JPN)                        | I Dzsonggun (Lee Jeong-geun) · Dél-Korea (KOR)     |
| 1988, Szöul            | John Smith · Egyesült Államok (USA)             | Sztepan Szargszjan · Szovjetunió (URS)             | Szimeon Sterev · Bulgária (BUL)                    |
| 1992, Barcelona        | John Smith · Egyesült Államok (USA)             | Aszkari Mohammadian · Irán (IRI)                   | Lázaro Reinoso · Kuba (CUB)                        |
| 1996, Atlanta          | Tom Brands · Egyesült Államok (USA)             | Csang Dzseszong (Jang Jae-seong) · Dél-Korea (KOR) | Elbrusz Tedejev · Ukrajna (UKR)                    |
| 2000, Sydney           | Murad Umahanov · Oroszország (RUS)              | Szerafim Barzakov · Bulgária (BUL)                 | Csang Dzseszong (Jang Jae-seong) · Dél-Korea (KOR) |
| 2004, Athén            | Yandro Quintana · Kuba (CUB)                    | Maszud Musztafa Gokár · Irán (IRI)                 | Inoue Kendzsi · Japán (JPN)                        |
| 2008, Peking részletek | Mavlet Batirov · Oroszország (RUS)              | Jumoto Kenicsi · Japán (JPN)                       | Szejed Mohammadi · Irán (IRI)                      |
| 2008, Peking részletek | Mavlet Batirov · Oroszország (RUS)              | Jumoto Kenicsi · Japán (JPN)                       | Bazar Bazargurujev · Kirgizisztán (KGZ)            |
| 2012, London részletek | Toğrul Əsgərov · Azerbajdzsán (AZE)             | Beszik Kuduhov · Oroszország (RUS)                 | Coleman Scott · Egyesült Államok (USA)             |
| 2012, London részletek | Toğrul Əsgərov · Azerbajdzsán (AZE)             | Beszik Kuduhov · Oroszország (RUS)                 | Jogesvar Datt · India (IND)                        |

A 2008-ban eredetileg második ukrán Vaszil Fedorisin dopping mintájának utólagos ellenőrzése során turinabol használatát mutatták ki. Ezért a NOB 2017-ben megfosztotta ezüstérmétől.

#### Félnehézsúly
- -80 kg (1920)
- -87 kg (1924–1960)
- -97 kg (1964–1968)
- -90 kg (1972–1996)

| Olimpia           | Arany                                       | Ezüst                                     | Bronz                                         |
| 1920, Antwerpen   | Anders Larsson · Svédország (SWE)           | Charles Courant · Svájc (SUI)             | Walter Maurer · Egyesült Államok (USA)        |
| 1924, Párizs      | John Spellman · Egyesült Államok (USA)      | Rudolf Svensson · Svédország (SWE)        | Charles Courant · Svájc (SUI)                 |
| 1928, Amszterdam  | Thure Sjöstedt · Svédország (SWE)           | Arnold Bögli · Svájc (SUI)                | Henri Lefèbre · Franciaország (FRA)           |
| 1932, Los Angeles | Peter Mehringer · Egyesült Államok (USA)    | Thure Sjöstedt · Svédország (SWE)         | Eddie Scarf · Ausztrália (AUS)                |
| 1936, Berlin      | Knut Fridell · Svédország (SWE)             | Ago Neo · Észtország (EST)                | Erich Siebert · Németország (GER)             |
| 1948, London      | Henry Wittenberg · Egyesült Államok (USA)   | Fritz Stöckli · Svájc (SUI)               | Bengt Fahlqvist · Svédország (SWE)            |
| 1952, Helsinki    | Viking Palm · Svédország (SWE)              | Henry Wittenberg · Egyesült Államok (USA) | Adil Atan · Törökország (TUR)                 |
| 1956, Melbourne   | Gholamreza Takhti · Irán (IRI)              | Borisz Kulajev · Szovjetunió (URS)        | Peter Blair · Egyesült Államok (USA)          |
| 1960, Róma        | İsmet Atlı · Törökország (TUR)              | Gholamreza Takhti · Irán (IRI)            | Anatolij Albul · Szovjetunió (URS)            |
| 1964, Tokió       | Alekszandr Medvegy · Szovjetunió (URS)      | Ahmet Ayık · Törökország (TUR)            | Szaid Musztafov · Bulgária (BUL)              |
| 1968, Mexilóváros | Ahmet Ayık · Törökország (TUR)              | Sota Lomidze · Szovjetunió (URS)          | Csatári József · Magyarország (HUN)           |
| 1972, München     | Ben Peterson · Egyesült Államok (USA)       | Gennagyij Sztrahov · Szovjetunió (URS)    | Bajkó Károly · Magyarország (HUN)             |
| 1976, Montréal    | Levan Tediashvili · Szovjetunió (URS)       | Ben Peterson · Egyesült Államok (USA)     | Stelian Morcov · Románia (ROU)                |
| 1980, Moszkva     | Szanaszar Oganeszjan · Szovjetunió (URS)    | Uwe Neupert · NDK (GDR)                   | Aleksander Cichoń · Lengyelország (POL)       |
| 1984, Los Angeles | Ed Banach · Egyesült Államok (USA)          | Óta Akira · Japán (JPN)                   | Noel Loban · Nagy-Britannia (GBR)             |
| 1988, Szöul       | Maharbek Hadarcev · Szovjetunió (URS)       | Óta Akira · Japán (JPN)                   | Kim Theu (Kim Tae-u) · Dél-Korea (KOR)        |
| 1992, Barcelona   | Maharbek Hadarcev · Egyesített Csapat (EUN) | Kenan Şimşek · Törökország (TUR)          | Christopher Campbell · Egyesült Államok (USA) |
| 1996, Atlanta     | Rasul Hadem · Irán (IRI)                    | Maharbek Hadarcev · Oroszország (RUS)     | Eldar Kurtanidze · Grúzia (GEO)               |

### Nők

#### Könnyűsúly
- -55 kg (2004–2012)

| Olimpia                | Arany                       | Ezüst                        | Bronz                                |
| 2004, Athén            | Josida Szaori · Japán (JPN) | Tonya Verbeek · Kanada (CAN) | Anna Gomis · Franciaország (FRA)     |
| 2008, Peking részletek | Josida Szaori · Japán (JPN) | Hszü Li (Xu Li) · Kína (CHN) | Tonya Verbeek · Kanada (CAN)         |
| 2008, Peking részletek | Josida Szaori · Japán (JPN) | Hszü Li (Xu Li) · Kína (CHN) | Jackeline Rentería · Kolumbia (COL)  |
| 2012, London részletek | Josida Szaori · Japán (JPN) | Tonya Verbeek · Kanada (CAN) | Jackeline Rentería · Kolumbia (COL)  |
| 2012, London részletek | Josida Szaori · Japán (JPN) | Tonya Verbeek · Kanada (CAN) | Yuliya Ratkeviç · Azerbajdzsán (AZE) |